# Butembo
Butembo är en stad i Kongo-Kinshasa. Den ligger i provinsen Norra Kivu, i den östra delen av landet, 1 600 km öster om huvudstaden Kinshasa. Antalet invånare är 744 843.